# Camptosema goiasana
Camptosema goiasana är en ärtväxtart som beskrevs av John Macqueen Cowan. Camptosema goiasana ingår i släktet Camptosema och familjen ärtväxter. Inga underarter finns listade i Catalogue of Life.